# Psilogramma gloriosa
Psilogramma gloriosa là một loài bướm đêm thuộc họ Sphingidae. Loài này có ở Queensland.